# Ilaria D'Amico
Ilaria D'Amico (née à Rome le 30 août 1973) est une journaliste et animatrice  à la télévision italienne. Elle est surtout connue pour son travail sur des émissions liées au football.

## Biographie
Après des études de droit à l'Université de Rome « La Sapienza », Ilaria D'Amico rentre à la télévision grâce à une connaissance. En 1997, elle débute comme  présentatrice, puis fait ses armes journalistiques à l'occasion de la Coupe du monde de football de 1998 à Paris.
En 2001, Ilaria d’Amico est engagée comme journaliste sportive par la Rai qui lui confie l'émission La grande giostra dei gol. En 2003, elle rejoint Sky Sports animant des émissions consacrées à l’actualité sportive. En 2009, elle est élue journaliste sportive italienne de l’année. Elle anime le programme Sky Calcio Show consacré au football.
Depuis 2014, D'Amico entretient une relation avec l'ancien gardien de but de la Juventus et de l'équipe italienne Gianluigi Buffon, à la suite de sa séparation de son épouse Alena Šeredová,. Avant sa relation avec Buffon, D'Amico avait entretenu une relation avec Rocco Attisani, un promoteur et entrepreneur immobilier, avec qui elle a eu un fils, Pietro,. En 2015, Buffon a annoncé qu'il attendait un enfant  de  D'Amico. Le 6 janvier 2016, le couple a annoncé, sur Twitter, la naissance de leur fils, Leopoldo Mattia. À l'été 2016, aux côtés de Diletta Leotta, elle présente les spéciales Sky dédiées au championnat d'Europe de football 2016. D'Amico et  Buffon font partie  des 80 célébrités italiennes à avoir signé une pétition en faveur du référendum de 2016 sur la réforme constitutionnelle.
En juin 2018, elle annonce son départ du « Sky Calcio Show » pour suivre Buffon en France, ce dernier étant recruté par le PSG, mais devrait encore assurer l'animation d'émissions sur le football de la « Champions League ».